# Деније
Деније (фр. Denier) насеље је и општина у североисточној Француској у региону Север-Па д Кале, у департману Па де Кале која припада префектури Арас.
По подацима из 2011. године у општини је живело 70 становника, а густина насељености је износила 22,58 становника/km². Општина се простире на површини од 3,1 km². Налази се на средњој надморској висини од 126 метара (максималној 146 m, а минималној 98 m).

## Демографија
| 1962. | 1968. | 1975. | 1982. | 1990. | 1999. | 2011. |
| ----- | ----- | ----- | ----- | ----- | ----- | ----- |
| 105   | 110   | 88    | 74    | 61    | 58    | 70    |

График промене броја становника у току последњих година